# Общество имени Михаила Качковского

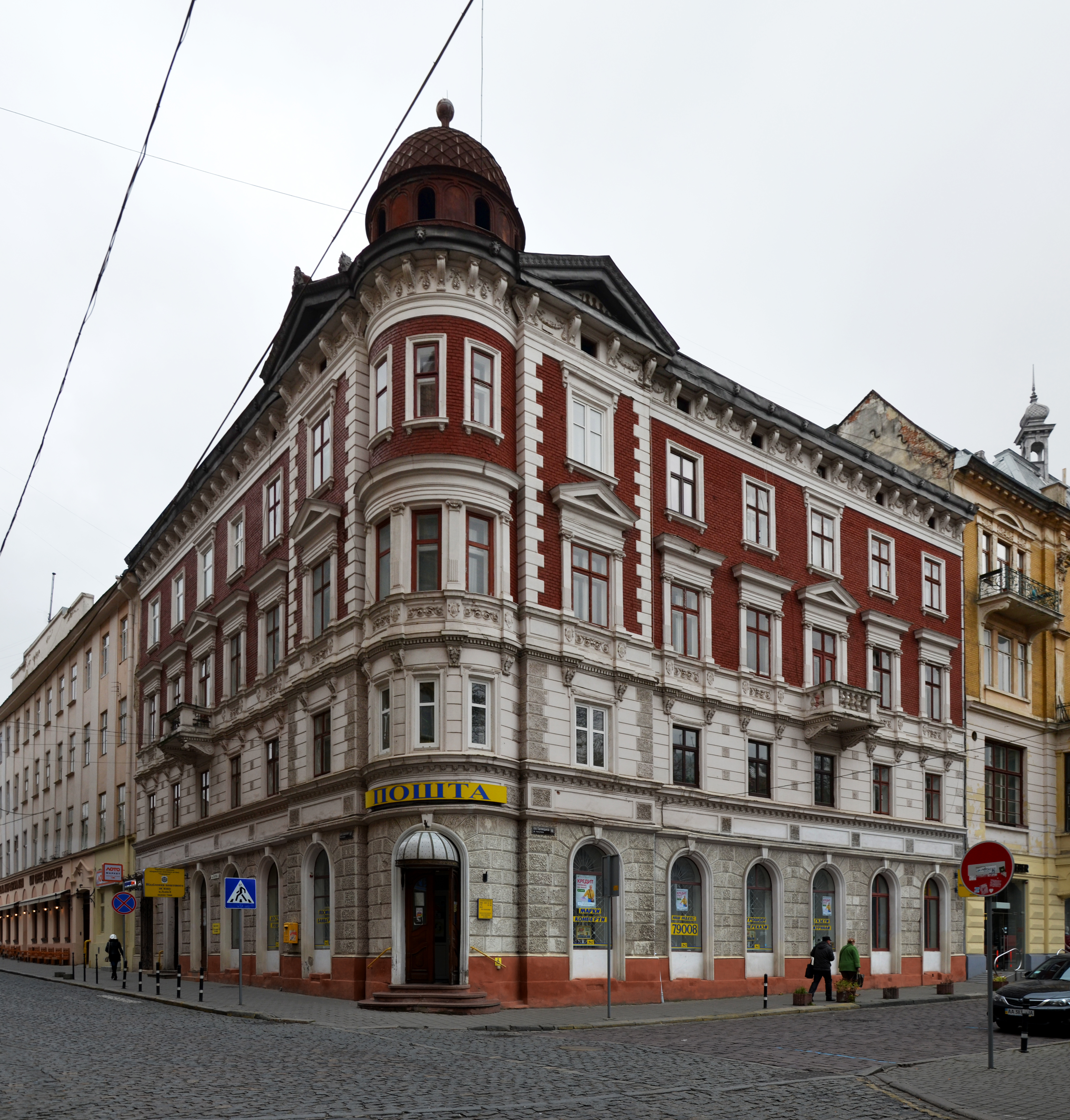
Дом Общества имени Михаила Качковского во Львове, на площади Галицкой, 7 / улице Валовой, 14

О́бщество и́мени Михаи́ла Качко́вского — галицко-русское образовательное учреждение.
Общество организовал в 1874 году Иван Григорьевич Наумович. Целями общества было просвещение галицкого крестьянства: обучение методам лучшего хозяйствования, обработки земли, приобретение элементарных знаний в области ветеринарии, садоводства, пчеловодства, медицины. Общество боролось против неграмотности, пьянства, распространяло знания из области истории и словесности. Общество издавало литературу, популярное издание «Наука». Иван Наумович сформулировал четыре девиза: молись, учись, трудись, трезвись. Своё название общество получило в честь Михаила Качковского, который пожертвовал 60 тысяч австрийских гульденов на просвещение народа.
Общество в разное время возглавляли Иван Наумович, Богдан Дедицкий, Осип Мончаловский, Филипп Свистун и другие.
Общество Качковского издавало книги для народа, обычно в полтора-два печатных листа, по цене в 10 крейцеров, устраивало по городам и селам бесплатные народные читальни, учреждало общества трезвости, приюты и бурсы для беднейших учеников, общественные хлебные склады, ссудные и сберегательные кассы, экономические выставки и народные чтения. Общество имело свои отделения (филии) по всей Восточной Галиции. Кроме народных книжек содержания исторического, сельскохозяйственного и т. п., общество ежегодно издавало иллюстрированный календарь. Все издания печатались на галицко-русском языке (язычии) или на русском языке, русским гражданским шрифтом. Во главе каждой филии стоял совет (выдел), который ежегодно давал отчет общему собранию членов филий. Главное руководство делами общества принадлежало центральному выделу в Львове, который ежемесячно издавал одну книжку наставительного содержания и ежегодно созывал генеральное собрание членов всех филий; собрание это созывалось поочередно в тех городах, где имелись филиальные выделы. Всех выделов в 1890 г. было 17, членов — 4136, с годичным взносом по 1 гульдену; генеральные собрания действительны при наличности 1000 членов.
Общество имени Качковского в 1929 году располагало собственным зданием во Львове, несколькими домами в других городах Галиции (стоимость которых оценивалась в один миллион польских злотых), библиотекой (которая сильно пострадала в период австрийских репрессий), филиалы в городах Броды, Жолква, Самбор и Сянок, 209 читален и 4 614 членов. До Первой мировой войны деятельность Общества была более широкой, оно имело филиалы в каждом уездном городе, более 1 000 читален и около 12 000 членов. После присоединения Западной Украины к УССР в 1939 году было ликвидировано советскими властями, как и другие галицко-русские учреждения, так как его идеология не отвечала официальной идеологии.